# Religionssyn
 Der er for få eller ingen kildehenvisninger i denne artikel, hvilket er et problem. Du kan hjælpe ved at angive troværdige kilder til de påstande, som fremføres i artiklen.

Religionssyn er et begreb der bruges til at beskrive ud fra hvilket synspunkt man beskuer religion, samt dennes plads og/eller funktion i samfundet og i menneskets bevidsthed. Gennem tiderne er der opstået mange forskellige bud på fra hvilken optik religion bør betragtes, og disse bud er ofte opstået i overensstemmelse med periodens idéhistoriske strømninger:
Positivisme: Ideen om at alt sand viden skal bygge på det vi kan bevise positivt. Erkendelse skal derfor ske på basis at eksperimenter og observationer – da de religiøse sandheder ikke kan måles og vejes må religion være opspind.
Evolutionisme: Når man overfører Darwins evolutionsteori om arternes oprindelse på samfund, kultur og religion bliver evolutionismen en teori om hvordan eksempelvis religionen har udviklet sig fra et primitive stadie til det komplekse – det interessante ved religion bliver derfor oprindelsen.
Intellektualisme: Teorien om at religionen er et produkt af intellektuel arbejde, og bliver dermed også primært brug som en model til at forklare verden ud fra.
Funktionalisme: Ud fra denne teori udfylder religionen (og magien) det tomrum der opstår hos mennesket når det ikke længere med sin intellekt og ud fra videnskaben kan forklare et fænomen. Religionen er altså til for at forklare mennesket de ting det ikke selv kan forstå – og da der til evig tid vil være fænomener rækkende udover den menneskelige forstand, vil religionen også eksistere til evig tid.